# Nastja Govejšek
Nastja Govejšek (Celje, 15 luglio 1997) è una nuotatrice slovena.
Ha ottenuto dei buoni risultati a livello giovanile, compresa una medaglia di bronzo ai Giochi olimpici giovanili del 2014.
Ha partecipato ai Giochi olimpici di Londra 2012 classificandosi 28ª nei 100 m stile libero.

## Palmarès
| Anno | Manifestazione            | Sede     | Evento                      | Risultato | Prestazione | Note |
| ---- | ------------------------- | -------- | --------------------------- | --------- | ----------- | ---- |
| 2012 | Europei giovanili         | Anversa  | 50m stile libero            | Bronzo    | 25"68       |      |
| 2012 | Europei in vasca corta    | Chartres | staffetta mista 4x50m misti | Argento   | 1'39"79     |      |
| 2013 | Europei giovanili         | Poznań   | 50m farfalla                | Bronzo    | 26"99       |      |
| 2014 | Giochi olimpici giovanili | Nanchino | 50m farfalla                | Bronzo    | 26"70       |      |